# Hanö
Hanö (dansk: Hanø) er en ø i Hanøbugten 4 kilometer sydøst for Listerlandets spids. Øen ligger i Sölvesborgs kommune Hanö har et samlet areal på 214 ha. Det højeste punkt er cirka 60 meter. Øen er en granitø bevokset med græs og buskads. På øen bor 33(2009) fastboende. Der findes ingen biler på øen.
Hanö er et meget populært udflugtsmål med omkring 30.000 besøgende årligt. Hanö fik først faste beboere lige før midten af 1800-tallet; indtil da havde fiskere haft midlertidigt ophold på øen.
Under Napoleonskrigene var Hanö engelsk flådebase i årene 1810-1812. På bakkerne i øens nordlige del ligger en engelsk kirkegård, hvor 15 søfolk er begravet.
Det første fyrtårn på Hanö fyrtårn blev opført i 1869, det nuværende fyr blev bygget 1904-1906. Det 16 meter høje fyr står på en klippe 60 meter over havet, hvor dets lys kan ses 40 km væk.